# وستر پگ
وستر پگ (انگلیسی: Vester Pegg؛ ‏ ۲۳ مهٔ ۱۸۸۹ – ۱۹ فوریهٔ ۱۹۵۱) بازیگر اهل ایالات متحده آمریکا بود. وی بین سال‌های ۱۹۱۲ تا ۱۹۴۱ میلادی فعالیت می‌کرد.
از فیلم‌هایی که وی در آن نقش داشته است، می‌توان به دلیجان، مردی انگشت‌نما و تیراندازی مستقیم اشاره کرد.